# Guillem de Montferrat Llarga Espasa
Guillem de Montferrat (original occità Guilhem Longa-Espia, en francès Guillaume Longue Épée, en italià Guglielmo Lungaspada; vers 1135/45 -1177), fou un noble croat comte de Jaffa i d'Ascaló del 1176 a 1177, fill de Guillem V de Montferrat, marquès de Montferrat i de Judit de Babenberg.

## Família
Era originari d'una família de croats. El seu pare havia participat en la Segona Croada, i va tornar a Terra Santa a la pujada al tron de Balduí V; el seu germà Conrad participà en la tercera croada i seria rei de Jerusalem, i el seu altre germà Bonifaci participà en la Quarta Croada.
Els tres germans eren cosins del rei Lluís VII de França, nebots de l'emperador Conrad III i cosins de l'emperador Frederic I Barba-Roja.
|  |  |                        |                        |                        |                        | Humbert II duc de Savoie | Humbert II duc de Savoie | Humbert II duc de Savoie | Humbert II duc de Savoie | Humbert II duc de Savoie | Humbert II duc de Savoie |                 |                 | Gisela de Borgonya        | Gisela de Borgonya        | Gisela de Borgonya        | Gisela de Borgonya        | Gisela de Borgonya              | Gisela de Borgonya              |                                 |                                 | Renyer o Rainier marquès de Montferrat | Renyer o Rainier marquès de Montferrat | Renyer o Rainier marquès de Montferrat | Renyer o Rainier marquès de Montferrat | Renyer o Rainier marquès de Montferrat | Renyer o Rainier marquès de Montferrat |                            |                            | Leopold III duc d'Àustria   | Leopold III duc d'Àustria   | Leopold III duc d'Àustria   | Leopold III duc d'Àustria   | Leopold III duc d'Àustria        | Leopold III duc d'Àustria        |                                  |                                  | Agnès de Francònia               | Agnès de Francònia               | Agnès de Francònia     | Agnès de Francònia     | Agnès de Francònia     | Agnès de Francònia     |  |  | Frederic I duc de Suàbia      | Frederic I duc de Suàbia      | Frederic I duc de Suàbia      | Frederic I duc de Suàbia      | Frederic I duc de Suàbia      | Frederic I duc de Suàbia      |  |  |  |  |  |  |  |  |  |  |  |  |  |  |  |  |  |  |  |  |  |  |  |  |  |  |  |  |  |  |
|  |  |                        |                        |                        |                        | Humbert II duc de Savoie | Humbert II duc de Savoie | Humbert II duc de Savoie | Humbert II duc de Savoie | Humbert II duc de Savoie | Humbert II duc de Savoie |                 |                 | Gisela de Borgonya        | Gisela de Borgonya        | Gisela de Borgonya        | Gisela de Borgonya        | Gisela de Borgonya              | Gisela de Borgonya              |                                 |                                 | Renyer o Rainier marquès de Montferrat | Renyer o Rainier marquès de Montferrat | Renyer o Rainier marquès de Montferrat | Renyer o Rainier marquès de Montferrat | Renyer o Rainier marquès de Montferrat | Renyer o Rainier marquès de Montferrat |                            |                            | Leopold III duc d'Àustria   | Leopold III duc d'Àustria   | Leopold III duc d'Àustria   | Leopold III duc d'Àustria   | Leopold III duc d'Àustria        | Leopold III duc d'Àustria        |                                  |                                  | Agnès de Francònia               | Agnès de Francònia               | Agnès de Francònia     | Agnès de Francònia     | Agnès de Francònia     | Agnès de Francònia     |  |  | Frederic I duc de Suàbia      | Frederic I duc de Suàbia      | Frederic I duc de Suàbia      | Frederic I duc de Suàbia      | Frederic I duc de Suàbia      | Frederic I duc de Suàbia      |  |  |  |  |  |  |  |  |  |  |  |  |  |  |  |  |  |  |  |  |  |  |  |  |  |  |  |  |  |  |
|  |  |                        |                        |                        |                        |                          |                          |                          |                          |                          |                          |                 |                 |                           |                           |                           |                           |                                 |                                 |                                 |                                 |                                        |                                        |                                        |                                        |                                        |                                        |                            |                            |                             |                             |                             |                             |                                  |                                  |                                  |                                  |                                  |                                  |                        |                        |                        |                        |  |  |                               |                               |                               |                               |                               |                               |  |  |  |  |  |  |  |  |  |  |  |  |  |  |  |  |  |  |  |  |  |  |  |  |  |  |  |  |  |  |
|  |  |                        |                        |                        |                        |                          |                          |                          |                          |                          |                          |                 |                 |                           |                           |                           |                           |                                 |                                 |                                 |                                 |                                        |                                        |                                        |                                        |                                        |                                        |                            |                            |                             |                             |                             |                             |                                  |                                  |                                  |                                  |                                  |                                  |                        |                        |                        |                        |  |  |                               |                               |                               |                               |                               |                               |  |  |  |  |  |  |  |  |  |  |  |  |  |  |  |  |  |  |  |  |  |  |  |  |  |  |  |  |  |  |
|  |  | Lluís VI rei de França | Lluís VI rei de França | Lluís VI rei de França | Lluís VI rei de França | Lluís VI rei de França   | Lluís VI rei de França   |                          |                          | Adela de Savoia          | Adela de Savoia          | Adela de Savoia | Adela de Savoia | Adela de Savoia           | Adela de Savoia           |                           |                           | Guillem V marquès de Montferrat | Guillem V marquès de Montferrat | Guillem V marquès de Montferrat | Guillem V marquès de Montferrat | Guillem V marquès de Montferrat        | Guillem V marquès de Montferrat        |                                        |                                        |                                        |                                        |                            |                            | Judit de Babenberg          | Judit de Babenberg          | Judit de Babenberg          | Judit de Babenberg          | Judit de Babenberg               | Judit de Babenberg               |                                  |                                  | Conrad III emperador             | Conrad III emperador             | Conrad III emperador   | Conrad III emperador   | Conrad III emperador   | Conrad III emperador   |  |  | Frederic II duc de Suàbia     | Frederic II duc de Suàbia     | Frederic II duc de Suàbia     | Frederic II duc de Suàbia     | Frederic II duc de Suàbia     | Frederic II duc de Suàbia     |  |  |  |  |  |  |  |  |  |  |  |  |  |  |  |  |  |  |  |  |  |  |  |  |  |  |  |  |  |  |
|  |  | Lluís VI rei de França | Lluís VI rei de França | Lluís VI rei de França | Lluís VI rei de França | Lluís VI rei de França   | Lluís VI rei de França   |                          |                          | Adela de Savoia          | Adela de Savoia          | Adela de Savoia | Adela de Savoia | Adela de Savoia           | Adela de Savoia           |                           |                           | Guillem V marquès de Montferrat | Guillem V marquès de Montferrat | Guillem V marquès de Montferrat | Guillem V marquès de Montferrat | Guillem V marquès de Montferrat        | Guillem V marquès de Montferrat        |                                        |                                        |                                        |                                        |                            |                            | Judit de Babenberg          | Judit de Babenberg          | Judit de Babenberg          | Judit de Babenberg          | Judit de Babenberg               | Judit de Babenberg               |                                  |                                  | Conrad III emperador             | Conrad III emperador             | Conrad III emperador   | Conrad III emperador   | Conrad III emperador   | Conrad III emperador   |  |  | Frederic II duc de Suàbia     | Frederic II duc de Suàbia     | Frederic II duc de Suàbia     | Frederic II duc de Suàbia     | Frederic II duc de Suàbia     | Frederic II duc de Suàbia     |  |  |  |  |  |  |  |  |  |  |  |  |  |  |  |  |  |  |  |  |  |  |  |  |  |  |  |  |  |  |
|  |  |                        |                        |                        |                        |                          |                          |                          |                          |                          |                          |                 |                 |                           |                           |                           |                           |                                 |                                 |                                 |                                 |                                        |                                        |                                        |                                        |                                        |                                        |                            |                            |                             |                             |                             |                             |                                  |                                  |                                  |                                  |                                  |                                  |                        |                        |                        |                        |  |  |                               |                               |                               |                               |                               |                               |  |  |  |  |  |  |  |  |  |  |  |  |  |  |  |  |  |  |  |  |  |  |  |  |  |  |  |  |  |  |
|  |  |                        |                        |                        |                        |                          |                          |                          |                          |                          |                          |                 |                 |                           |                           |                           |                           |                                 |                                 |                                 |                                 |                                        |                                        |                                        |                                        |                                        |                                        |                            |                            |                             |                             |                             |                             |                                  |                                  |                                  |                                  |                                  |                                  |                        |                        |                        |                        |  |  |                               |                               |                               |                               |                               |                               |  |  |  |  |  |  |  |  |  |  |  |  |  |  |  |  |  |  |  |  |  |  |  |  |  |  |  |  |  |  |
|  |  |                        |                        |                        |                        | Lluís VII rei de França  | Lluís VII rei de França  | Lluís VII rei de França  | Lluís VII rei de França  | Lluís VII rei de França  | Lluís VII rei de França  |                 |                 | Guillem comte de Jaffa    | Guillem comte de Jaffa    | Guillem comte de Jaffa    | Guillem comte de Jaffa    | Guillem comte de Jaffa          | Guillem comte de Jaffa          |                                 |                                 | Conrad rei de Jerusalem                | Conrad rei de Jerusalem                | Conrad rei de Jerusalem                | Conrad rei de Jerusalem                | Conrad rei de Jerusalem                | Conrad rei de Jerusalem                |                            |                            | Bonifaci rei de Tessalònica | Bonifaci rei de Tessalònica | Bonifaci rei de Tessalònica | Bonifaci rei de Tessalònica | Bonifaci rei de Tessalònica      | Bonifaci rei de Tessalònica      |                                  |                                  | Renyer x Maria Comnena           | Renyer x Maria Comnena           | Renyer x Maria Comnena | Renyer x Maria Comnena | Renyer x Maria Comnena | Renyer x Maria Comnena |  |  | Frederic Barba-roja emperador | Frederic Barba-roja emperador | Frederic Barba-roja emperador | Frederic Barba-roja emperador | Frederic Barba-roja emperador | Frederic Barba-roja emperador |  |  |  |  |  |  |  |  |  |  |  |  |  |  |  |  |  |  |  |  |  |  |  |  |  |  |  |  |  |  |
|  |  |                        |                        |                        |                        | Lluís VII rei de França  | Lluís VII rei de França  | Lluís VII rei de França  | Lluís VII rei de França  | Lluís VII rei de França  | Lluís VII rei de França  |                 |                 | Guillem comte de Jaffa    | Guillem comte de Jaffa    | Guillem comte de Jaffa    | Guillem comte de Jaffa    | Guillem comte de Jaffa          | Guillem comte de Jaffa          |                                 |                                 | Conrad rei de Jerusalem                | Conrad rei de Jerusalem                | Conrad rei de Jerusalem                | Conrad rei de Jerusalem                | Conrad rei de Jerusalem                | Conrad rei de Jerusalem                |                            |                            | Bonifaci rei de Tessalònica | Bonifaci rei de Tessalònica | Bonifaci rei de Tessalònica | Bonifaci rei de Tessalònica | Bonifaci rei de Tessalònica      | Bonifaci rei de Tessalònica      |                                  |                                  | Renyer x Maria Comnena           | Renyer x Maria Comnena           | Renyer x Maria Comnena | Renyer x Maria Comnena | Renyer x Maria Comnena | Renyer x Maria Comnena |  |  | Frederic Barba-roja emperador | Frederic Barba-roja emperador | Frederic Barba-roja emperador | Frederic Barba-roja emperador | Frederic Barba-roja emperador | Frederic Barba-roja emperador |  |  |  |  |  |  |  |  |  |  |  |  |  |  |  |  |  |  |  |  |  |  |  |  |  |  |  |  |  |  |
|  |  |                        |                        |                        |                        |                          |                          |                          |                          |                          |                          |                 |                 |                           |                           |                           |                           |                                 |                                 |                                 |                                 |                                        |                                        |                                        |                                        |                                        |                                        |                            |                            |                             |                             |                             |                             |                                  |                                  |                                  |                                  |                                  |                                  |                        |                        |                        |                        |  |  |                               |                               |                               |                               |                               |                               |  |  |  |  |  |  |  |  |  |  |  |  |  |  |  |  |  |  |  |  |  |  |  |  |  |  |  |  |  |  |
|  |  |                        |                        |                        |                        |                          |                          |                          |                          |                          |                          |                 |                 | Balduí V rei de Jerusalem | Balduí V rei de Jerusalem | Balduí V rei de Jerusalem | Balduí V rei de Jerusalem | Balduí V rei de Jerusalem       | Balduí V rei de Jerusalem       |                                 |                                 |                                        |                                        |                                        |                                        | Demetri rei de Tessalònica             | Demetri rei de Tessalònica             | Demetri rei de Tessalònica | Demetri rei de Tessalònica | Demetri rei de Tessalònica  | Demetri rei de Tessalònica  |                             |                             | Guillem VI marquès de Montferrat | Guillem VI marquès de Montferrat | Guillem VI marquès de Montferrat | Guillem VI marquès de Montferrat | Guillem VI marquès de Montferrat | Guillem VI marquès de Montferrat |                        |                        |                        |                        |  |  |                               |                               |                               |                               |                               |                               |  |  |  |  |  |  |  |  |  |  |  |  |  |  |  |  |  |  |  |  |  |  |  |  |  |  |  |  |  |  |

Es va casar l'octubre del 1176 amb Sibil·la de Jerusalem (vers 1159 -1190), futura reina de Jerusalem, filla d'Amalric I, rei de Jerusalem, i d'Agnès de Courtenay, amb la qui va tenir a Balduí V (1177 † 1186), rei de Jerusalem.

## Biografia
Encara que fos el fill gran, no s'havia casat encara a l'edat de trenta anys. El 1167, el seu pare havia provat del casar-lo, tant a ell com al seu germà Conrad, amb (respectivament) una filla d'Enric II d'Anglaterra i una germana de Guillem I d'Escòcia, però les noces no s'havien pogut celebrar, el matrimoni anglès probablement per una qüestió de consanguinitat (Judit de Babenberg era parent d'Elionor d'Aquitània) i el matrimoni escocès perquè la princesa fou casada durant l'espera a un altre pretendent.
El 1175, el problema de la successió del regne de Jerusalem es va agreujar: el rei, Balduí IV estava afectat de lepra, no tenia ni esposa ni fills, i no tenia més que dues germanes, Sibil·la, major de setze anys, i Isabel, de tres anys. El matrimoni de Sibil·la va esdevenir una necessitat pel regne, amb la finalitat d'aportar un successor capaç de prendre el destí a les seves mans després de la mort de Balduí.
La tria dels barons de Jerusalem va recaure en la persona de Guillem de Montferrat, fill i hereu del marquès Guillem V de Montferrat que, d'una part, era considerat pels seus contemporanis com «el més elevat home que fou al món». El cronista Guillem de Tir el presenta com un home d'una gran generositat, d'una intel·ligència brillant i d'una gran experiència en l'ofici de les armes.Per altra banda, els parentius de Guillem amb els sobirans francesos i germànics, el feien un candidat idoni per obtenir reforços d'Europa.
Una ambaixada fou enviada a Montferrat i el pare i el fill van consentir a la proposta de matrimoni. Guillem Llarga Espasa va desembarcar a Sidó l'octubre del 1176, va prestar immediatament el jurament de fidelitat a Balduí i va rebre la mà de Sibil·la.. Tot seguit fou investit amb el comtat de Jaffa i Ascaló.
A mitjan primavera del 1177, mal aclimatat a Palestina i poc immunitzat a les seves infeccions, va contreure una malaltia. Durant dos mesos, el comte va lluitar contra el mal, però va acabar per sucumbir a Ascaló el juny del 1177. El seu fill pòstum Balduí esdevindria rei de Jerusalem.

## El nom
Encara que era el fill gran de Guillem V, no va arribar a regnar sobre el Marquesat de Montferrat, ja que va morir abans que el seu pare. És de vegades anomenat Guillem VI de Montferrat, ja que era considerat successor de fet del seu pare al cap del marquesat quan el pare estava absent, La seva mort va fer passar la successió de Montferrat als seus germans més joves, Conrad primer i després Bonifaci I.
Pel que fa al sobrenom Llarga Espasa, li fou donat per trobador Peire Bremon lo Tort en el següent poema, 
Chanzos, tu.t n'iras outra mar,
e, per Deu, vai a midons dir
qu'en gran dolor et en cossir
me fai la nuoit e.l jorn estar.
di.m a'n Guilhelm Longa-Espia,
bona chanzos, qu'el li.t dia
e que i an per lieis confortar.
El nom fou adoptat amb la forma llatina "Longaspata" per Guillem de Tir en la seva Historia rerum in partibus transmarinis gestarum.